# Domenico Savarese
Domenico Giuseppe Savarese (Qualiano, 25 ottobre 1903 – Napoli, 3 ottobre 1955) è stato un vescovo cattolico italiano.

## Biografia
Dopo aver completato gli studi filosofici e teologici a Posillipo presso i Gesuiti, venne ordinato sacerdote il 16 aprile 1927 da monsignor Settimio Caracciolo, vescovo di Aversa.
Mente eletta e geniale fu professore di filosofia, di greco e matematica presso il Seminario Vescovile di Aversa fino al 1935.
Nel 1937 venne nominato rettore del seminario di Aversa succedendo a monsignor Federico Pezzullo, nominato vescovo di Diocesi di Policastro.
Nel 1941 il vescovo di Aversa Antonio Teutonico lo nominò canonico succantore della Cattedrale San Paolo in Aversa.
Fin dai primi tempi spese le sue migliori doti di mente e cuore nell'Azione Cattolica: fu assistente della Gioventù di Azione Cattolica Diocesana prima maschile e poi femminile. Anche la curia diocesana di Aversa gli riservò posti di fiducia e prestigio: fu esaminatore prosinodale, difensore del vincolo nel tribunale ecclesiastico, promotore di Giustizia e Censore della stampa fin dal 1938.
Nell'aprile 1947, per volontà del vescovo Antonio Teutonico, venne eletto vescovo di Vallo della Lucania. Scelse come motto e programma di vita Juste et pie vivamus.
Fin dal primo giorno del suo ingresso nella diocesi di Vallo della Lucania si impegnò per risollevarne le sorti ormai carenti. Iniziò subito con la visita pastorale seguita dal congresso eucaristico e la Peregrinatio Mariae.
Nel suo breve ministero episcopale nessuna forma di bene gli fu estranea: ebbe a cuore il Seminario facendolo rifiorire di numerose e sante vocazioni, la cattedrale ricostruendola artisticamente in tutte le sue parti, le parrocchie ampliandole e abbellendole seguendo le norme liturgiche, il clero incoraggiandolo ed istruendolo, i fedeli ed i gruppi laicali animandoli a concorrere bene e nella solidarietà. 
Da vescovo non dimenticò mai la sua amatissima Qualiano, che spessissimo visitava incontrando e accogliendo tutti nella sua casa paterna. Incoraggio e aiutò le Suore Discepole di Santa Teresa del Bambin Gesù, fondate dal suo rettore il servo di Dio canonico Antonio Migliaccio, per raggiungere l'approvazione per il loro statuto e contemporaneamente approvò, nella diocesi di Vallo, la nascente congregazione delle Suore Ancelle di Santa Teresa del Bambin Gesù nate a Cuccaro Vetere e fondate dai servi di Dio monsignor Nicola Cerbone e madre Chiara Oristanio.
Nel suo breve ministero, durato solo 8 anni, si impegnò in prima persona nelle opere sociali cercando di vitalizzare ogni settore e ogni campo soprattutto quello educativo ed assistenziale.
A Napoli preso la casa del fratello, il 3 ottobre 1955, all'età di 52 anni, rese la sua anima a Dio dopo un lungo calvario fatto di atroci sofferenze.
Si offrì "vittima" per le vocazioni sacerdotali e religiose.
Le sue spoglie riposano, per suo desiderio, nell'artistica cattedrale di Vallo della Lucania a perenne testimonianza del bene operato e profuso a piene mani.

## Genealogia episcopale
La genealogia episcopale è:
- Cardinale Scipione Rebiba
- Cardinale Giulio Antonio Santori
- Cardinale Girolamo Bernerio, O.P.
- Arcivescovo Galeazzo Sanvitale
- Cardinale Ludovico Ludovisi
- Cardinale Luigi Caetani
- Cardinale Ulderico Carpegna
- Cardinale Paluzzo Paluzzi Altieri degli Albertoni
- Papa Benedetto XIII
- Papa Benedetto XIV
- Cardinale Enrico Enriquez
- Arcivescovo Manuel Quintano Bonifaz
- Cardinale Buenaventura Córdoba Espinosa de la Cerda
- Cardinale Giuseppe Maria Doria Pamphilj
- Papa Pio VIII
- Papa Pio IX
- Cardinale Alessandro Franchi
- Cardinale Giovanni Simeoni
- Cardinale Antonio Agliardi
- Cardinale Basilio Pompilj
- Cardinale Adeodato Piazza, O.C.D.
- Vescovo Domenico Savarese